# 1717 в Україні

## Події
- Посада кошового отамана Війська Запорозького зберігається за Іваном Малашевичем.
- До цього року відноситься згадка про прапор Полтавського полку.

## Особи

### Народились
- 23 серпня Лев (Шептицький) (1717—1779) — український церковний діяч, митрополит Київський, Галицький та всієї Руси.
- 20 листопада Григорій (Кониський) (1717—1795) — український філософ, письменник, проповідник, церковний і культурний діяч. Єдиний єпископ Відомства православного сповідання Російської імперії на території Речі Посполитої.
- 6 грудня Парфеній Сопковський (1717—1795) — єпископ Відомства православного сповідання Російської імперії Смоленський і Дорогобузький. Ректор Новгородської духовної семінарії.
- Афендик Давид Степанович (1717—1775) — український державний діяч доби Гетьманщини. Сотник Баришівської сотні, бунчуковий товариш.
- Войцех Бем (1717 — після 1786) — львівський міщанин, член колегії сорока мужів (1753), лавник (1753—1766), міський райця (1766—1786) та бурмистр (1774, 1777, 1779).
- Симоновський Петро Іванович (1717—1809) — історик, правник і державний діяч.

### Померли
- Бутович Степан Іванович (1631—1717) — генеральний осавул військової канцелярії гетьмана Івана Скоропадського (1709—1717).
- Девлет III Ґерай — кримський хан у 1716—1717 роках з династії Ґераїв.
- Самойлович Євфимія Василівна — (1663—1717) — дружина Павла Полуботка.

## Засновані, зведені
- Анастасіївська церква (Глухів)
- Березова Рудка
- Леб'яже (Чугуївський район)
- Мильне
- Садове (Ніжинський район)
- Сальне (Ніжинський район)
- Тарасівка (Зіньківський район)
- Яблуниця (Верховинський район)